# Nazionale maschile di calcio d'Israele
La nazionale di calcio d'Israele (in ebraico נבחרת ישראל בכדורגל‎?) è la rappresentativa calcistica dello Stato d'Israele. 
Ha partecipato ai gironi di qualificazione alla coppa del mondo di calcio in due differenti continenti (in Asia con l'AFC e Oceania nell'OFC), prima di diventare un membro titolare dell'UEFA in qualità di nazionale europea. Vanta una partecipazione ai campionati mondiali, nell'edizione di Messico 1970, quando fu eliminata nella prima fase. Ha vinto la Coppa d'Asia nel 1964, è stata la seconda classificata di questo torneo nel 1956 e nel 1960 e la terza classificata nel 1968.
La migliore posizione raggiunta da Israele nella classifica FIFA è il 15º posto, raggiunto per la prima volta nel novembre 2008. La peggiore è il 99º posto, toccato a gennaio 2018. Attualmente occupa il 75º posto della graduatoria.

## Storia
Con la creazione di Israele nel 1948, nasce l'IFA, la federazione calcistica del nuovo stato. La prima partita che la nazionale d'Israele giocò come rappresentativa di stato indipendente risale al 26 settembre 1948, contro la nazionale degli Stati Uniti olimpica, che vinse per 3-1.
Nel 1964 Israele ospitò la Coppa d'Asia, che vinse battendo nell'ultima partita per 2-1 la Corea del Sud.

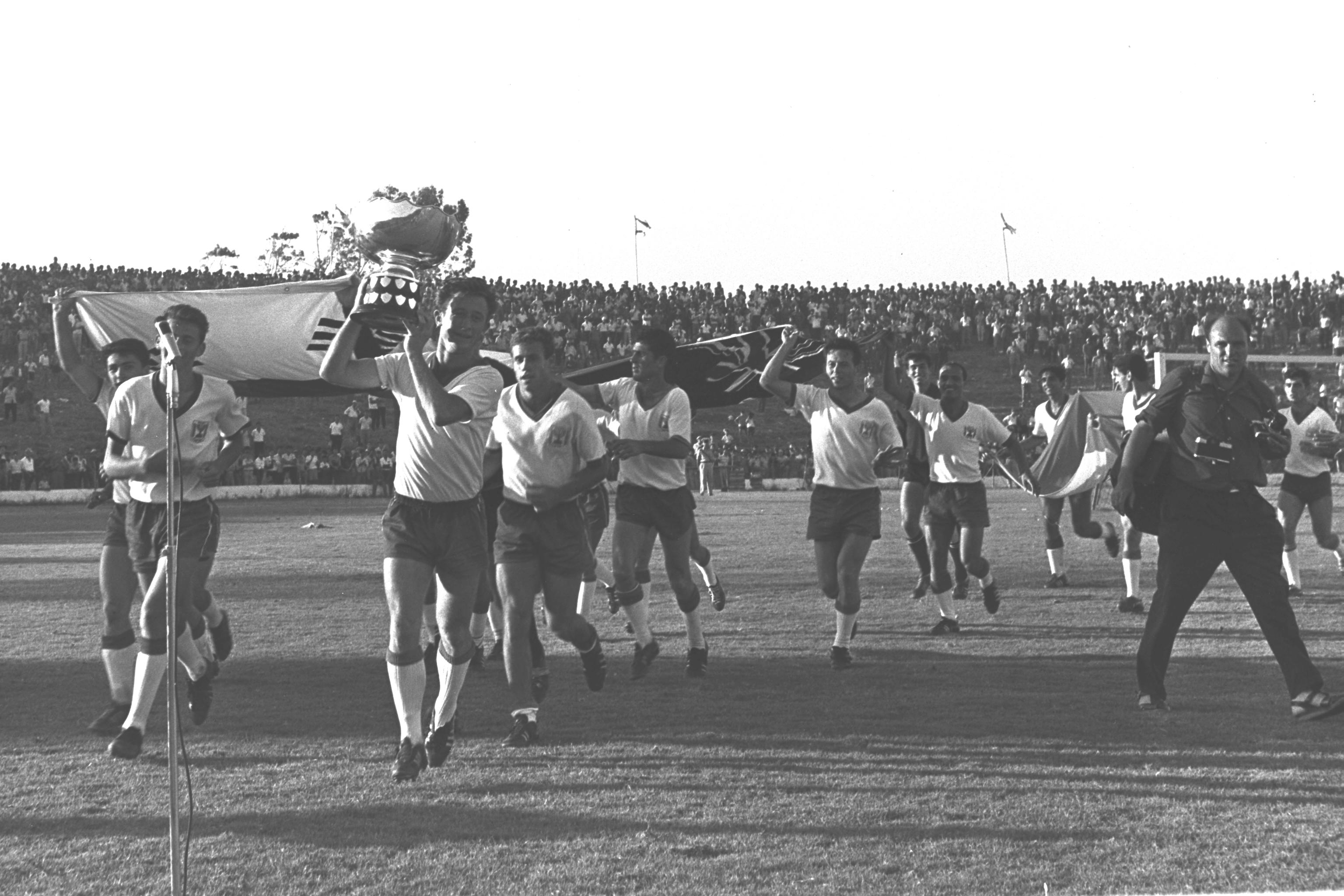
La nazionale israeliana in festa con la Coppa d'Asia appena conquistata nel 1964.

Nel 1970 si qualificò per la prima e unica volta alla fase finale della Coppa del mondo, ma ottenendo soltanto due punti dopo i pareggi con la Svezia (1-1) e l'Italia (0-0) e una sconfitta contro l'Uruguay (0-2).
Nel 1974, sotto la pressione dei paesi arabi, l'AFC estromise Israele dalla federazione e per venti anni esso non fece parte di nessuna federazione calcistica continentale, se non a livello provvisorio. Questo permise a Israele di giocare le qualificazioni mondiali, ma allo stesso tempo gli impedì di giocare una qualsiasi competizione continentale.
Dopo essere stato estromesso dall'AFC nel 1974, Israele divenne prima membro provvisorio dell'OFC (1974-1979), poi dell'UEFA (1980-1984) e infine di nuovo dell'OFC (1985-1991). Come membro provvisorio Israele prese parte alle qualificazioni mondiali di Argentina 1978, Spagna 1982, Messico 1986 e Italia 1990. Israele ottenne risultati rilevanti solo nelle qualificazioni a Italia 1990. Questo è stato l'unico caso in cui giunse primo nel girone di qualificazione (OFC). Dovette quindi vedersela nello spareggio contro la quarta del Sudamerica, la Colombia, che ebbe la meglio (1-0 e 0-0).
Nel 1991 Israele divenne membro provvisorio dell'UEFA, nella quale chiese di entrare, e già dalla stagione 1992-1993 le squadre israeliane cominciarono a partecipare alle competizioni UEFA per club.
Nel 1992 fu nominato CT Shlomo Scharf.
 Israele - Corea del Sud 
Israele: Levin; Primo, Bahar, Tish, Leon; Stelmach (C), Katsav, Spiegler, Aharoni; Levi, Young. Allenatore: Mirmovich.
Corea del Sud: Woo-Shik Yang; Jung-Seok Kim, Seung-Ok Park (C), Young-Yeol Kim, Sung-Oh Seo; Nam-Soo Cho, Myung-Gon Choi, Soon-Myung Lee, Seok-Woo Jang; Yoon-Jung Huh, Soon-Chun Chung. Allenatore: Yoo-Hyung Lee.
Arbitro: Nassiri ( Iran)
Marcatori: 20' Leon, 38' Tish, 79' Soon-Myung Lee.
Spettatori: 35 000
Nel 1994 Israele divenne ufficialmente un membro dell'UEFA.
Nelle qualificazioni al campionato del mondo 1994 Israele si piazzò ultimo nel suo girone, alle spalle di Svezia, Bulgaria, Francia, Austria e Finlandia. Il 13 ottobre 1993, nella penultima partita delle qualificazioni, ottenne una clamorosa vittoria al Parco dei Principi di Parigi contro la Francia, chiudendo il match sul 3-2 in proprio favore con due gol segnati nei minuti finali. La vittoria complicò i piani della selezione francese, cui sarebbe bastato un pareggio per qualificarsi. Nella partita successiva i francesi persero in casa anche contro i bulgari, rimanendo fuori dal campionato del mondo.
Israele si piazzò penultimo nel girone di qualificazione al campionato d'Europa 1996 con Romania, Francia, Slovacchia, Polonia e Azerbaigian, precedendo in classifica solo gli azeri, con un bilancio di 3 vittorie, 3 pareggi e 4 sconfitte.
Meglio andarono le qualificazioni al campionato del mondo 1998. Israele battagliò per il secondo posto del girone con la Russia, che si qualificò per gli spareggi a scapito degli israeliani, distanti alla fine quattro punti.
Nel 1999 Israele, con 13 punti in 8 partite, giunse allo spareggio per l'accesso al campionato europeo di Belgio e Olanda classificandosi secondo dietro la Spagna nel proprio girone, a pari punti con l'Austria, ma con una migliore differenza reti. La partita di andata dello spareggio si giocò allo stadio Ramat Gan il 13 novembre 1999 e finì 5-0 per la Danimarca, che prevalse anche il 17 novembre nella partita di ritorno (3-0).
Scharf si congedò dalla nazionale dopo sette anni come CT. Al suo posto fu chiamato il danese Richard Møller Nielsen. Israele ottenne 3 vittorie, 3 pareggi e 2 sconfitte nelle qualificazioni al campionato del mondo 2002 e terminò il girone al terzo posto, dietro Spagna e Austria.
Nel 2002 a Nielsen subentrò Avraham Grant, che non riuscì a qualificare Israele al campionato d'Europa 2004. Israele chiuse il girone al terzo posto dietro Francia e Slovenia, con 2 vittorie, 2 pareggi e 3 sconfitte.
Nelle qualificazioni al campionato del mondo 2006 Israele si piazzò nuovamente terzo, stavolta dietro Francia e Svizzera, ma sfiorò l'accesso agli spareggi. Chiuse imbattuto, con 4 vittorie e 6 pareggi in 10 partite, ma non riuscì a qualificarsi per la fase finale perché, pur avendo ottenuto lo stesso numero di punti della Svizzera (18), aveva una differenza reti peggiore rispetto ai rossocrociati.
Il CT Grant decise di rassegnare le dimissioni il 26 ottobre 2005, anche se il suo contratto sarebbe scaduto nel giugno 2006. Al suo posto subentrò Dror Kashtan. Sotto la sua guida Israele si classificò quarto nel girone di qualificazione al campionato d'Europa 2008 dietro Croazia, Russia e Inghilterra, con 7 vittorie, 2 pareggi e 3 sconfitte. Chiuse a 6 punti dai croati, uno dai russi e a pari punti con gli inglesi.
Nel girone di qualificazioni al campionato del mondo 2010 Israele si piazzò quarto, preceduto in classifica da Svizzera, Grecia e Lettonia.
Nel maggio 2010 la panchina della nazionale venne affidata al francese Luis Fernández, con cui Israele raccolse 5 vittorie, un pareggio e 4 sconfitte nel girone di qualificazione al campionato d'Europa 2012, classificandosi al terzo posto, a 6 punti dalla Croazia e 8 dalla Grecia capolista.
Nel dicembre 2011 fu nominato CT Eli Guttman. Israele mancò l'accesso al campionato del mondo 2014, chiudendo al terzo posto il proprio raggruppamento con 3 vittorie, 5 pareggi e 2 sconfitte, a 7 punti dal Portogallo e 8 dalla Russia capolista. Successivamente si piazzò quarto nel girone di qualificazione al campionato d'Europa 2016, con 4 vittorie, un pari e 5 sconfitte, preceduto in classifica da Belgio, Galles e Bosnia ed Erzegovina.
Nell'aprile 2016 fu nominato CT Elisha Levy, sotto la cui guida la nazionale israeliana chiuse al quarto posto il girone di qualificazione al campionato del mondo 2018, dietro a Spagna, Italia e Albania, con 4 vittorie e 6 sconfitte.
Nell'agosto 2018 fu l'austriaco Andreas Herzog a raccogliere il testimone della panchina della nazionale. La squadra concluse al secondo posto, alle spalle della Scozia e davanti all'Albania, il gironcino di Lega C della UEFA Nations League 2018-2019 e battagliò sino all'ultimo nelle qualificazioni al campionato d'Europa 2020. Pur essendosi piazzata penultima nel girone di qualificazione, con 3 vittorie 2 pareggi e 5 sconfitte, davanti alla sola Lettonia, giunta all'ultimo posto della classifica con 3 punti, la nazionale israeliana, grazie al piazzamento in UEFA Nations League, poté accedere ai play-off, dandosi un'altra chance di qualificazione alla rassegna continentale. Nelle semifinali del percorso C degli spareggi gli israeliani, allenati dall'austriaco Willibald Ruttensteiner, fermarono sul pari senza reti gli scozzesi, che, tuttavia, ebbero la meglio ai tiri di rigore per 5-3. 
Il cambio di regolamento della UEFA Nations League consentì a Israele, malgrado il secondo posto nel girone, di essere promosso in Lega B per l'edizione 2020-2021 del torneo, dove la squadra si piazzò terza nel proprio girone, con due vittorie, due pareggi e due sconfitte.
Le qualificazioni al campionato del mondo 2022 videro Israele conseguire un successo contro l'Austria per 5-2, ma furono chiuse al terzo posto, dietro Danimarca e Scozia, con 5 vittorie, un pareggio e 4 sconfitte. Nella UEFA Nations League 2022-2023 gli israeliani, guidati dal CT Alon Hazan, con 2 vittorie contro l'Islanda e 2 contro l'Albania conseguirono il primo posto nel girone di Lega B, che in origine avrebbe dovuto comprendere anche la squalificata Russia, e la conseguente promozione in Lega A.
Come avvenuto nelle eliminatorie del campionato d'Europa 2020, nelle qualificazioni al campionato d'Europa 2024 il percorso di Israele si interruppe ai ply-off. Chiuso al terzo posto il girone alle spalle di Romania e Svizzera con 4 vittorie, 3 pareggi e 3 sconfitte, nelle semifinali del percorso B degli spareggi la nazionale israeliana fu abbinata all'Islanda. Pur essendo passata in vantaggio, la squadra, rimasta in dieci uomini a causa di un'espulsione, fu sconfitta per 4-1 ed eliminata.
Nel maggio 2024 la panchina fu affidata al CT Ran Ben Shimon, che fu impegnato nella UEFA Nations League 2024-2025. Gli israeliani, pur inseriti nel difficile girone di Lega A con Francia, Italia e Belgio, ben figurarono, ottenendo 4 punti, grazie al successo all'ultima giornata contro i belgi (con una vittoria di 1-0), ma retrocessero in Lega B a causa degli scontri diretti (all'andata i belgi si erano imposti per 3-1).

## Colori e simboli

### Colori
La squadra israeliana ha indossato il bianco come colore principale sulle proprie divise essendo predominante nella bandiera del Paese. Questo colore fu indossato dalla squadra anche durante il periodo del Mandato britannico della Palestina. L'uso del bianco era forse dovuto ai colori indossati dall'Inghilterra, specchio di tutte le squadre delle colonie britanniche.
L'altro colore identificativo del Paese, il blu, è presente anche sulla bandiera israeliana.
| Fornitore | Periodo   |
| --------- | --------- |
| adidas    | 1980-1984 |
| Puma      | 1986-1989 |
| Diadora   | 1992-1995 |
| Puma      | 1996-2008 |
| adidas    | 2008-2018 |
| Puma      | 2018-     |

### Simboli ufficiali

#### Stemma
La stella di David, simbolo identificativo dell'ebraismo e al centro della bandiera del Paese è presente nello stemma della nazionale.

#### Inno
L'inno ufficiale della nazionale di calcio d'Israele è Hatikvah, l'inno nazionale del Paese.

## Strutture
La prima squadra nazionale a rappresentare il neonato Israele nel 1948 giocò allo stadio Ramat Gan, che rimarrà lo stadio di casa della nazionale fino al 2013. Dalla costruzione degli stadi Sammy Ofer, Teddy Kollek, Yaakov Turner, Natanya e Bloomfield, la nazionale israeliana disputa le partite casalinghe in questi impianti.

## Commissari tecnici
Dati aggiornati al 14 novembre 2024.
| Allenatore                      | Periodo   | G  | V  | N  | P  | GF  | GA  | % vittorie |
| ------------------------------- | --------- | -- | -- | -- | -- | --- | --- | ---------- |
| Egon Pollak                     | 1948      | 1  | 0  | 0  | 1  | 1   | 3   | &0,00      |
| Alois Hess                      | 1949      | 3  | 1  | 0  | 2  | 5   | 12  | 33,33      |
| László Székely                  | 1950      | 2  | 1  | 0  | 1  | 7   | 4   | 50,00      |
| Jerry Beit haLevi               | 1953-1954 | 5  | 0  | 0  | 5  | 1   | 7   | &0,00      |
| Jackie Gibbons                  | 1956      | 5  | 2  | 0  | 3  | 7   | 12  | 40,00      |
| Jerry Beit haLevi               | 1957      | 1  | 0  | 0  | 1  | 4   | 5   | &0,00      |
| Moshe Varon                     | 1958      | 5  | 2  | 0  | 3  | 6   | 7   | 40,00      |
| Gyula Mándi                     | 1959-1963 | 31 | 12 | 7  | 12 | 49  | 63  | 38,71      |
| George Ainsley                  | 1963-1964 | 3  | 2  | 0  | 1  | 4   | 2   | 66,67      |
| Yosef Mirmovich                 | 1964      | 1  | 0  | 0  | 1  | 0   | 4   | &0,00      |
| Gyula Mándi                     | 1964      | 3  | 3  | 0  | 0  | 5   | 1   | 100,00&    |
| Yosef Mirmovich                 | 1964-1965 | 3  | 1  | 0  | 2  | 2   | 2   | 33,33      |
| Milovan Ćirić                   | 1965-1968 | 25 | 8  | 2  | 15 | 43  | 45  | 32,00      |
| Emmanuel Scheffer               | 1968-1970 | 24 | 8  | 8  | 8  | 44  | 34  | 33,33      |
| Edmond Schmilovich              | 1970-1973 | 19 | 10 | 4  | 5  | 27  | 13  | 52,63      |
| David Schweitzer                | 1973-1977 | 36 | 17 | 11 | 8  | 67  | 34  | 47,22      |
| Emmanuel Scheffer               | 1978-1979 | 13 | 5  | 4  | 4  | 17  | 15  | 38,46      |
| Jack Mansell                    | 1980-1981 | 10 | 2  | 3  | 5  | 8   | 12  | 20,00      |
| Yosef Mirmovich                 | 1983-1986 | 27 | 8  | 9  | 10 | 39  | 36  | 29,63      |
| Miljenko Mihić                  | 1986-1988 | 20 | 4  | 5  | 11 | 27  | 35  | 20,00      |
| Itzhak Schneor Ya'akov Grundman | 1988-1992 | 18 | 5  | 5  | 8  | 21  | 30  | 27,78      |
| Shlomo Scharf                   | 1992-2000 | 82 | 31 | 18 | 33 | 131 | 118 | 37,80      |
| Richard Møller Nielsen          | 2000-2002 | 20 | 7  | 4  | 9  | 29  | 33  | 35,00      |
| Avraham Grant                   | 2002-2006 | 33 | 14 | 13 | 6  | 55  | 37  | 42,42      |
| Dror Kashtan                    | 2006-2010 | 31 | 15 | 10 | 6  | 51  | 30  | 48,39      |
| Eli Ohana                       | 2010      | 1  | 1  | 0  | 0  | 2   | 0   | 100,00&    |
| Luis Fernández                  | 2010-2011 | 15 | 6  | 1  | 8  | 12  | 18  | 40,00      |
| Eli Guttman                     | 2011-2015 | 29 | 8  | 7  | 14 | 42  | 46  | 27,59      |
| Alon Hazan                      | 2016      | 1  | 0  | 0  | 1  | 0   | 2   | &0,00      |
| Elisha Levy                     | 2016-2017 | 10 | 4  | 1  | 5  | 11  | 15  | 40,00      |
| Alon Hazan                      | 2018      | 10 | 4  | 1  | 5  | 11  | 15  | 40,00      |
| Andreas Herzog                  | 2018-2019 | 16 | 6  | 2  | 8  | 22  | 23  | 37,50      |
| Willibald Ruttensteiner         | 2020-2022 | 19 | 8  | 3  | 8  | 36  | 37  | 42,11      |
| Marco Balbul                    | 2022      | 0  | 0  | 0  | 0  | 0   | 0   | —          |
| Gadi Brumer                     | 2022      | 2  | 0  | 1  | 1  | 2   | 4   | &0,00      |
| Alon Hazan                      | 2022-2024 | 17 | 7  | 5  | 5  | 26  | 24  | 41,18      |
| Ran Ben Shimon                  | 2024-     | 7  | 1  | 1  | 5  | 8   | 16  | 14,29      |

## Palmarès
- Coppa d'Asia: 1

Israele 1964

## Partecipazioni ai tornei internazionali
Israele è stato membro ufficiale dell'AFC dal 1954 al 1974. Dal 1994 è membro ufficiale dell'UEFA. Israele, quindi, ha partecipato alla Coppa d'Asia (fino all'edizione del 1972) e partecipa agli Europei a partire dall'edizione del 1996. Dal 1974 al 1994 non è stato membro ufficiale di nessuna federazione calcistica continentale, quindi in quel periodo non ha potuto partecipare a nessuna competizione continentale.

Legenda: Grassetto: Risultato migliore, Corsivo: Mancate partecipazioni

## Statistiche dettagliate sui tornei internazionali

### Mondiali
| Anno | Luogo                    | Piazzamento     | V | N | P | Gol |
| ---- | ------------------------ | --------------- | - | - | - | --- |
| 1950 | Brasile                  | Non qualificata | - | - | - | -   |
| 1954 | Svizzera                 | Non qualificata | - | - | - | -   |
| 1958 | Svezia                   | Non qualificata | - | - | - | -   |
| 1962 | Cile                     | Non qualificata | - | - | - | -   |
| 1966 | Inghilterra              | Non qualificata | - | - | - | -   |
| 1970 | Messico                  | Primo turno     | 0 | 2 | 1 | 1:3 |
| 1974 | Germania Ovest           | Non qualificata | - | - | - | -   |
| 1978 | Argentina                | Non qualificata | - | - | - | -   |
| 1982 | Spagna                   | Non qualificata | - | - | - | -   |
| 1986 | Messico                  | Non qualificata | - | - | - | -   |
| 1990 | Italia                   | Non qualificata | - | - | - | -   |
| 1994 | Stati Uniti              | Non qualificata | - | - | - | -   |
| 1998 | Francia                  | Non qualificata | - | - | - | -   |
| 2002 | Corea del Sud / Giappone | Non qualificata | - | - | - | -   |
| 2006 | Germania                 | Non qualificata | - | - | - | -   |
| 2010 | Sudafrica                | Non qualificata | - | - | - | -   |
| 2014 | Brasile                  | Non qualificata | - | - | - | -   |
| 2018 | Russia                   | Non qualificata | - | - | - | -   |
| 2022 | Qatar                    | Non qualificata | - | - | - | -   |

### Coppa d'Asia
| Anno | Luogo         | Piazzamento   | V | N | P | Gol  |
| ---- | ------------- | ------------- | - | - | - | ---- |
| 1956 | Hong Kong     | Secondo posto | 2 | 0 | 1 | 5:4  |
| 1960 | Corea del Sud | Secondo posto | 2 | 0 | 1 | 6:4  |
| 1964 | Israele       | Campione      | 3 | 0 | 0 | 5:1  |
| 1968 | Iran          | Terzo posto   | 2 | 0 | 2 | 11:5 |
| 1972 | Thailandia    | Ritirata      | - | - | - | -    |

### Europei
| Anno | Luogo                | Piazzamento     | V | N | P | Gol |
| ---- | -------------------- | --------------- | - | - | - | --- |
| 1996 | Inghilterra          | Non qualificata | - | - | - | -   |
| 2000 | Belgio / Paesi Bassi | Non qualificata | - | - | - | -   |
| 2004 | Portogallo           | Non qualificata | - | - | - | -   |
| 2008 | Austria / Svizzera   | Non qualificata | - | - | - | -   |
| 2012 | Polonia / Ucraina    | Non qualificata | - | - | - | -   |
| 2016 | Francia              | Non qualificata | - | - | - | -   |
| 2020 | Europa               | Non qualificata | - | - | - | -   |
| 2024 | Germania             | Non qualificata | - | - | - | -   |

### Confederations Cup
| Anno | Luogo                    | Piazzamento     | V | N | P | Gol |
| ---- | ------------------------ | --------------- | - | - | - | --- |
| 1992 | Arabia Saudita           | Non invitata    | - | - | - | -   |
| 1995 | Arabia Saudita           | Non invitata    | - | - | - | -   |
| 1997 | Arabia Saudita           | Non qualificata | - | - | - | -   |
| 1999 | Messico                  | Non qualificata | - | - | - | -   |
| 2001 | Corea del Sud / Giappone | Non qualificata | - | - | - | -   |
| 2003 | Francia                  | Non qualificata | - | - | - | -   |
| 2005 | Germania                 | Non qualificata | - | - | - | -   |
| 2009 | Sudafrica                | Non qualificata | - | - | - | -   |
| 2013 | Brasile                  | Non qualificata | - | - | - | -   |
| 2017 | Russia                   | Non qualificata | - | - | - | -   |

### Nations League
| Anno      | Luogo       | Piazzamento  | V | N | P | Gol |
| --------- | ----------- | ------------ | - | - | - | --- |
| 2018-2019 | Portogallo  | 6º in Lega C | 2 | 0 | 2 | 6:5 |
| 2020-2021 | Italia      | 9º in Lega B | 2 | 2 | 2 | 7:7 |
| 2022-2023 | Paesi Bassi | 1º in Lega B | 2 | 2 | 0 | 8:6 |

## Tutte le rose

### Mondiali
Coppa del Mondo FIFA 19701 Vissoker, 2 Bar, 3 Bello, 4 Primo, 5 Rosen, 6 Rosenthal, 7 Shum, 8 Spigel, 9 Feigenbaum, 10 Spiegler, 11 Borba, 12 Schwager, 13 Chazom, 14 Shmulevich-Rom, 15 Talbi, 16 Vollach, 17 Ben Rimoz, 18 Romano, 19 Shuruk, 20 Karako, 21 Hameiri, 22 Nossovsky, CT: Scheffer

### Coppa d'Asia
Coppa d'Asia 1956P Hodorov, P Vissoker, D Kremer, D Matania, C Balut, C Haldi, C Rabinovich, C Schneor, C Silberstein, A Glazer, A Israeli, A Kofman, A Mirmovich, A Rozenboim, A Spiegel, A Stelmach, CT: Gibbons
Coppa d'Asia 1960P Hodorov, P Vissoker, D Atzmon, D Benbenishti, D Levkovich, D Moisescu, C Goldstein, C Klemi, C Menchel, C Tish, A Amar, A Aronskind, A Glazer, A R. Levi, A S. Levi, A Nahari, A Stelmach, CT: Mándi
Coppa d'Asia 1964P Levin, P Vissoker, D Bahar, D Kalmi, D Leon, D Matania, D Primo, D Tish, C Levkovich, C Mahalal, C Spiegler, C Stelmach, C Yehezkel, A Aharoni, A Kalish, A Levi, A Talbi, A Young, CT: Mirmovich
Coppa d'Asia 1968P Levin, P Vissoker, D Bello, D Drucker, D Karako, D Marili, D Rosen, D Shmulevich-Rom, C Asis, C Borsuk, C Nurieli, C Rosenthal, A Borba, A Romano, A Spiegel, A Spiegler, A Talbi, A Young, CT: Ćirić

## Rosa attuale
Lista dei giocatori convocati per la gara di qualificazione al campionato del mondo 2026 del 6 giugno e l'amichevole del 10 giugno 2025.
Presenze e reti aggiornate al momento delle convocazioni.
|  | P | Omri Glazer       | 29 agosto 1993   | 17 | -30 | Stella Rossa         |  |  |
|  | P | Daniel Peretz     | 10 luglio 2000   | 6  | -8  | Bayern Monaco        |  |  |
|  | P | Yoav Gerafi       | 29 agosto 1993   | 4  | -7  | Hapoel Haifa         |  |  |
|  | P | Niv Eliasi        | 1º febbraio 2002 | 0  | 0   | Hapoel Be'er Sheva   |  |  |
|  |   |                   |                  |    |     |                      |  |  |
|  | D | Eli Dasa          | 3 dicembre 1992  | 67 | 1   | Dinamo Mosca         |  |  |
|  | D | Raz Shlomo        | 13 agosto 1999   | 18 | 2   | Maccabi Tel Aviv     |  |  |
|  | D | Idan Nachmias     | 17 marzo 1997    | 11 | 0   | Maccabi Tel Aviv     |  |  |
|  | D | Roy Revivo        | 22 maggio 1993   | 10 | 0   | Maccabi Tel Aviv     |  |  |
|  | D | Denny Gropper     | 16 marzo 1999    | 8  | 0   | Ludogorec            |  |  |
|  | D | Stav Lemkin       | 2 aprile 2003    | 3  | 0   | Maccabi Tel Aviv     |  |  |
|  | D | Guy Mizrahi       | 30 marzo 2001    | 0  | 0   | Hapoel Be'er Sheva   |  |  |
|  |   |                   |                  |    |     |                      |  |  |
|  | C | Dor Peretz        | 17 maggio 1995   | 49 | 6   | Maccabi Tel Aviv     |  |  |
|  | C | Mohammad Abu Fani | 27 aprile 1998   | 30 | 3   | Ferencváros          |  |  |
|  | C | Oscar Gloukh      | 1º aprile 2004   | 20 | 3   | Salisburgo           |  |  |
|  | C | Mahmoud Jaber     | 5 ottobre 1999   | 12 | 0   | Maccabi Haifa        |  |  |
|  | C | Dan Biton         | 23 aprile 1999   | 6  | 0   | Hapoel Be'er Sheva   |  |  |
|  | C | Omri Gandelman    | 16 maggio 2000   | 4  | 1   | Gent                 |  |  |
|  | C | Eliel Peretz      | 18 novembre 1996 | 4  | 0   | Hapoel Be'er Sheva   |  |  |
|  | C | Osher Davida      | 18 febbraio 2001 | 0  | 0   | Maccabi Tel Aviv     |  |  |
|  | C | Yarin Levi        | 21 marzo 2005    | 0  | 0   | Beitar Gerusalemme   |  |  |
|  | C | Itamar Noy        | 28 aprile 2001   | 0  | 0   | Hapoel Haifa         |  |  |
|  |   |                   |                  |    |     |                      |  |  |
|  | A | Manor Solomon     | 24 luglio 1999   | 43 | 7   | Leeds Utd            |  |  |
|  | A | Tai Baribo        | 15 gennaio 1998  | 19 | 3   | Philadelphia Union   |  |  |
|  | A | Liel Abada        | 3 ottobre 2001   | 16 | 1   | Charlotte FC         |  |  |
|  | A | Anan Khalaili     | 3 novembre 2004  | 10 | 1   | Union Saint-Gilloise |  |  |
|  | A | Dor Turgeman      | 24 ottobre 2003  | 8  | 1   | Maccabi Tel Aviv     |  |  |
|  | A | Yarden Shua       | 16 giugno 1999   | 2  | 1   | Beitar Gerusalemme   |  |  |
|  | A | Timothy Muzie     | 24 agosto 2001   | 0  | 0   | Beitar Gerusalemme   |  |  |

## Record individuali
Dati aggiornati al 26 marzo 2024.
I giocatori in grassetto sono ancora in attività con la maglia della nazionale.

### Record presenze
| Pos. | Giocatore      | Presenze | Reti | Periodo   |
| ---- | -------------- | -------- | ---- | --------- |
| 1    | Yossi Benayoun | 101      | 23   | 1998-2017 |
| 2    | Tal Ben Haim   | 95       | 2    | 2002-2017 |
| 3    | Arik Benado    | 94       | 0    | 1995-2007 |
| 4    | Alon Harazi    | 88       | 1    | 1992-2006 |
| 4    | Bibras Natkho  | 88       | 4    | 2010-2023 |
| 6    | Amir Shelah    | 85       | 0    | 1992-2001 |
| 7    | Avi Nimni      | 80       | 17   | 1992-2005 |
| 8    | Dudu Aouate    | 77       | 0    | 1999-2013 |
| 8    | Eyal Berkovic  | 77       | 9    | 1992-2004 |
| 8    | Tal Banin      | 77       | 12   | 1990-2003 |

### Record reti
| Pos. | Giocatore           | Reti | Presenze | Periodo   |
| ---- | ------------------- | ---- | -------- | --------- |
| 1    | Eran Zahavi         | 35   | 74       | 2010-     |
| 2    | Mordechai Spiegler  | 24   | 57       | 1964-1977 |
| 3    | Yossi Benayoun      | 23   | 101      | 1998-2017 |
| 3    | Ronen Harazi        | 23   | 52       | 1992-1999 |
| 5    | Nahum Stelmach      | 19   | 45       | 1956-1968 |
| 6    | Tomer Hemed         | 17   | 37       | 2011-2019 |
| 6    | Avi Nimni           | 17   | 80       | 1992-2005 |
| 6    | Eli Ohana           | 17   | 50       | 1987-1994 |
| 6    | Alon Mizrahi        | 17   | 37       | 1971-1981 |
| 10   | Moanes Dabour       | 15   | 40       | 2014-2022 |
| 10   | Yehoshua Feigenbaum | 15   | 36       | 1966-1977 |